# Stella Mantoni, Il Ritorno
Pour plus de détails, voir Fiche technique et Distribution.
Stella Mantoni, Il Ritorno est une comédie française réalisée par Christian Le Hémonet.

## Synopsis
Stella Mantoni a été une star mythique. Aujourd'hui hélas l’alcool, la drogue et les injures du temps ont fait d’elle une has been. Elle vivote entre cures de désintoxication et apparitions fugaces dans des séries B et des films d’auteur. Un réalisateur cynique lui fait briller un rôle en or qui pourrait relancer sa carrière, essayant de la vendre à un producteur véreux plus intéressé par les jeunes starlettes que par les vieilles gloires du cinéma. Mais rien n’y fait et Stella sombre peu à peu dans la douce folie d’un ego surdimensionné qui la coupe de la cruelle réalité. Et comme souvent pour bien des comédiennes à limite d’âge «quand le diable n’en veut plus elles se tournent vers Dieu».

## Fiche technique
- Titre : Stella Mantoni, Il Ritorno
- Réalisateur : Christian Le Hémonet
- Scénario : Christian Le Hémonet et Gérard Lecaillon
- Directeur de la photographie : Pascal Fromage
- Montage : Pascal Fromage
- Costumes : Eric Starck et Nathalie Lamouche
- Musique : David Gordon, Hubert Rostaing et Isabella Alfano
- Son : Pascal Fromage, Fiona Miller et Christelle Sabatier
- Producteur : Christian Le Hémonet
- Tournage : Cannes, Fréjus, La Napoule, Auribeau, Monaco
- Pays d'origine :  France
- Langue originale : français
- Genre : comédie
- Durée : 102 minutes
- Date de sortie : 
  -  France : 5 janvier 2024 à Cannes
- Classification : tout public lors de la sortie en salle

## Distribution
- Florence Nicolas : Stella Mantoni
- Gérard Lecaillon : Dogard
- Yann Lerat : Arnold
- Jean-Claude Braganti : Hervé Dolciani
- Annabelle Veltri : Eva Marlowe
- Christelle Sabatier : Lola
- Manuel Bonnet : Vania Triquet
- Cécile Auclert : Anita Stromberg
- Nathalie Boyer : Penelope Leech
- Loïse de Jadeau : la voyante
- Pascal Fromage : le prêtre
- Tony Mastropietro : Gino
- Anne-France Mayon : La conseillère Pôle Emploi
- Cécile Peyrot : la journaliste
- Julia Tores : la tsarine